# Anredera
Anredera (lat. Anredera), rod vazdazelenih gomoljastih penjačica iz porodice bazelovki (Basellaceae). Postoji dvanaest vrsta raširenih po suptropskim i tropskim krajevima Srednje i Južne Amerike. neke vrste uvezene su u Europu, Aziju, Afriku, Sjevernu Ameriku i Novi Zeland

## Vrste
1. Anredera aspera Sperling
2. Anredera baselloides (Kunth) Baill.
3. Anredera brachystachys (Moq.) Sperling
4. Anredera cordifolia (Ten.) Steenis
5. Anredera densiflora Sperling
6. Anredera diffusa (Moq.) Sperling
7. Anredera floribunda (Moq.) Sperling
8. Anredera krapovickasii (Villa) Sperling
9. Anredera marginata (Kunth) Sperling
10. Anredera ramosa (Moq.) Eliasson
11. Anredera tucumanensis (Lillo & Hauman) Sperling
12. Anredera vesicaria (Lam.) C.F.Gaertn.

## Sinonimi
- Beriesa Steud.
- Boussingaultia Kunth
- Clarisia Abat
- Tandonia Moq.

## Vanjske poveznice
|  | Zajednički poslužitelj ima još gradiva o temi Anredera |
|  | Wikivrste imaju podatke o taksonu Anredera             |